# وانگ انگه
وانگ آنگه (انگلیسی: Wang Enge؛ زادهٔ ژانویه ۱۹۵۷ (۶۸ سال)) فیزیک‌دان اهل چین است. از ۱۵ فوریه ۲۰۱۵، وی معاون آکادمی چینی سکینکاس می‌شود.

## اوایل زندگی
وانگ در یک خانواده ثروتمند و تحصیل کرده در شنیانگ، لیائونینگ به دنیا آمد.
پس از انقلاب فرهنگی، وی در دسامبر ۱۹۷۷ در دانشگاه لیائونینگ پذیرفته شد و لیسانس خود را دریافت کرد.